# Tofiq Bəhramov

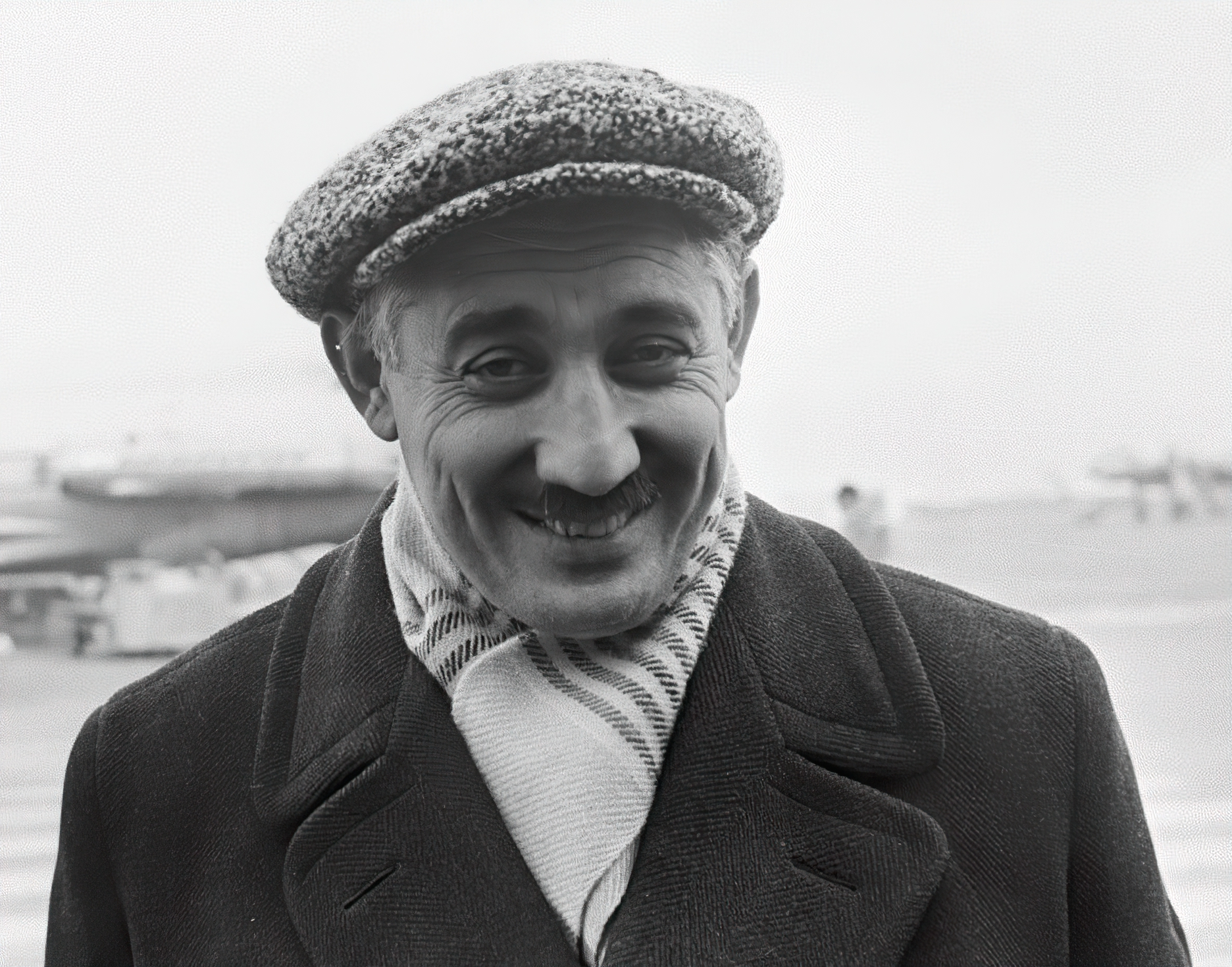
Tofiq Bəhramov (1967)

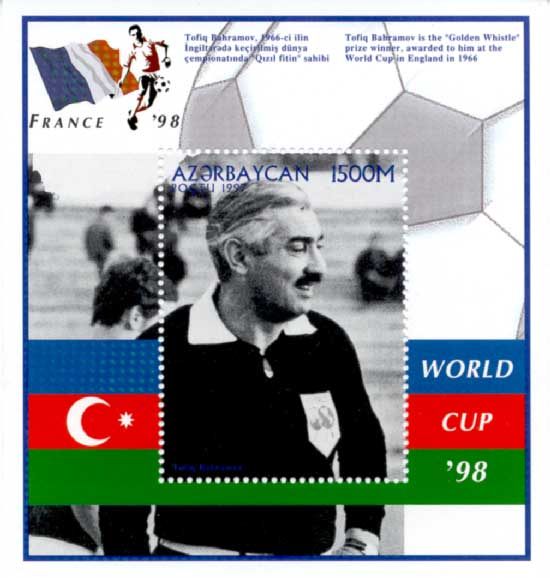
Schiedsrichter Tofiq Bəhramov auf einer aserbaidschanischen Blockausgabe (1997)

Tofiq Bəhramov (russisch Тофик Бахрамов, Transkription Tofik Bachramow; * 29. Januar 1925 Ağdamda, Aserbaidschanische SSR; † 26. März 1993) war ein sowjetischer Fußballschiedsrichter aserbaidschanischer Herkunft.

## Leben
Bəhramov war zunächst Fußballspieler. Weil er sich eine langwierige Verletzung zugezogen hatte, musste er das aktive Spiel aufgeben. Er wurde daraufhin Schiedsrichter und 1964 FIFA-Schiedsrichter. Später wurde er Generalsekretär des aserbaidschanischen Fußballverbandes. Er starb im März 1993 im Alter von 68 Jahren in Aserbaidschan.

## Wembley-Tor
Bəhramov assistierte am 30. Juli 1966 beim WM-Finale zwischen England und Deutschland dem schweizerischen Schiedsrichter Gottfried Dienst. Dieser befragte Bəhramov während der Verlängerung in der 101. Minute, nachdem es eine unklare Situation am deutschen Tor gegeben hatte. Bəhramov gab mit einer eindeutigen Handbewegung und durch Kopfnicken zu erkennen, dass der Schuss von Geoff Hurst die Torlinie überschritten hatte. Dienst entschied deshalb auf Tor, es stand 3:2 für England, das schließlich mit 4:2 gewann.
Der Linienrichter schilderte in einem von ihm 1971 veröffentlichten Buch, er habe die Situation so gesehen, dass der Schuss von Hurst nicht von der Unterkante der Latte, sondern vom Netz zurückgekommen sei. Deswegen habe für ihn eindeutig festgestanden, dass es sich um ein regelgerecht erzieltes Tor gehandelt habe. Ob der Ball dann den Boden vor oder hinter der Linie berührt habe, sei ohne Bedeutung gewesen. Dies habe er auch nicht gesehen.
Bəhramov hatte bereits am 15. Juli 1966 für Schlagzeilen gesorgt, als er als Schiedsrichter im Gruppenspiel zwischen der Schweiz und Spanien ein eindeutig reguläres Tor der Schweizer aberkannt hatte. Die Schweiz verlor das Spiel daraufhin 1:2 und schied aus.

## Andenken
Das Nationalstadion von Aserbaidschan war bis 2015 das Tofiq-Bəhramov-Stadion. Vor dem Stadion steht eine Statue von ihm, die von Geoff Hurst, Michel Platini und FIFA-Präsident Sepp Blatter enthüllt wurde. Die aserbaidschanische Post gab 1997 aus Anlass der Fußball-Weltmeisterschaft 1998 eine Briefmarke zu Ehren von Tofiq Bəhrəmov heraus.